# 팝업창

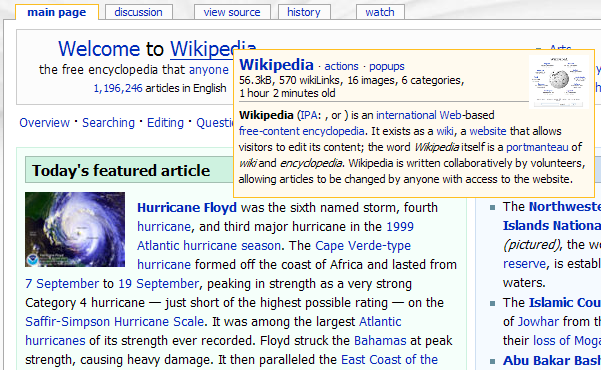

팝업창(팝업, 문화어: 튀여나오기), 또는 알림창은 특정 웹사이트가 어떠한 내용을 표시하기 위해 갑자기 생성되는 새 창을 말한다. 보통 자바스크립트가 이러한 창을 만들어 내지만, 다른 요인에 의해서 생성되기도 한다. 팝업창의 크기는 자바스크립트 등에서 주어진 값에 따라 달라진다.
팝업창은 주로 웹사이트의 트래픽을 증가시키거나 이메일 주소를 수집하기 위한 온라인 광고의 일종으로 사용되고 있다. 팝업창을 이용한 광고를 팝업창 광고 또는 팝업 광고라고 부른다.
팝업창을 이용한 광고는 웹사이트를 열 때뿐만 아니라 다른 웹사이트로 이동할 때, 웹 브라우저를 종료할 때 표시되기도 하며, 활성화된 창 뒤에서 팝업창이 숨어 있기도 한다. 이러한 것들은 작업 표시줄을 보거나 활성화된 창을 닫아야만 확인할 수 있기 때문에 어느 웹사이트에서 이런 창을 열었는지 사용자가 확인하기 어렵도록 한다.

## 팝업창 차단
오페라는 주요 웹 브라우저들 중에서 처음으로 팝업창을 차단시키는 도구를 포함했으며 나중에 모질라 슈트에서도 페이지를 불러오는 도중에 생성되는 팝업창을 막는 기능을 보강했다. 2000년대 초반에 들어서면서, 인터넷 익스플로러를 제외한 모든 주요 웹 브라우저는 사용자가 원치 않는 팝업창을 거의 완전하게 차단하는 기능을 포함했다.
2004년, 마이크로소프트는 인터넷 익스플로러에 팝업 차단 기능을 포함한 윈도우 XP 서비스 팩 2를 발표했다.

### 필요한 팝업창의 차단
어떤 경우, 필요한 팝업창이 웹 브라우저에 의해 차단되는 경우도 있다.
- 많은 웹사이트는 페이지의 이동 없이 안내사항을 표시하기 위하여 팝업창을 사용하는 경우도 있다. 예를 들어, 웹 페이지에 있는 폼을 모두 채우고 추가 안내가 필요한 경우, 웹사이트에서는 안내를 표시하느라 폼에 입력한 정보를 잃어버리는 바람에 방문자가 다시 입력해야 하는 번거로움을 막기 위해 팝업창을 통해 안내한다. 많은 팝업창 차단 도구는 이러한 팝업창을 허용하나, 하지만 이런 팝업을 막는 일부 팝업창 차단 도구도 있으며 사용자가 원하는 팝업창을 보기 위해서는 페이지를 다시 불러와야 한다. 그리고 이 과정에서 입력한 정보를 모두 잃어버리게 된다.
- 웹 기반의 설치 프로그램들은 소프트웨어를 설치하기 위해 팝업창을 띄우는 경우도 있다.
- 많은 웹 브라우저에서는 사용자가 Ctrl 키를 누르고 있는 상태에서 링크를 클릭할 경우 해당 페이지에서 팝업 필터가 적용되지 않도록 하고 있다.

### 팝업 차단 우회
광고주들은 팝업창 차단 도구들 때문에 팝업창을 이용한 광고를 마음대로 생성할 수 없게 되자 팝업 차단을 우회할 수 있는 방법을 찾아내고 있다. 예를 들면, 어떤 팝업창 광고는 어도비 시스템즈의 플래시를 사용하여 생성된다. 팝업창 차단 도구들이 자바스크립트를 이용한 팝업창 생성만 막았기 때문에 이를 우회한 방법이다.
그리고 배너 광고와 팝업창 광고를 결합하여 자바스크립트와 함께 DHTML를 이용해 브라우저 화면에 떠다니도록 하는 떠다니는 광고가 등장했다. 예를 들어, 어떤 광고는 어도비 플래시 애니메이션으로 제작되었으며 광고주의 사이트로 링크되었으며, 광고는 일반적인 창으로 보일 수도 있다. 왜냐하면 광고는 웹 페이지의 일부로, 이러한 광고들도 파이어폭스에서 사용 가능한 애드블록 플러스(Adblock Plus)와 같은 다른 광고 차단 도구나 사용자가 정의한 스타일시트를 이용해서 차단할 수 있다. DHTML를 이용한 광고는 CPU를 많이 사용하기 때문에, 오래된 컴퓨터를 꼼짝 못하게 하기도 한다.

## 팝업의 불편함
무분별한 팝업 광고로 인하여 많은 사람이 컴퓨터 사용 중 불편을 겪고 있다.

## 같이 보기
- 떠다니는 광고